# Synaptická vezikula

A - presynaptický a B - postsynaptický neuron. 1 - mitochondrie; 2 - synaptická vezikula s neurotransmitterem; 3 - autoreceptor; 4 - kalciový kanál; 5 - vezikula splynulá s membránou

Synaptická vezikula je nitrobuněčná organela (buněčná součást), zakončená membránovým váčkem, obsahujícím chemický mediátor (noradrenalin, acetylcholin, serotonin), jehož uvolnění je řízen napěťově závislým kalciovým kanálem. Jejich účelem je přenos vzruchu do dalších lokací skrze axonální zakončení, která uvolní až 130 synaptických vezikul za 10 minut. Po snížení rozdílu potenciálu mezi vnější a vnitřní stranou membrány (depolarizace) dojde k otevření kalciových kanálů, a zvýšená koncentrace vápníku umožní splynutí vezikuly s membránou s následným exocytickým vylitím jejího obsahu do synaptické štěrbiny. Významnou úlohu mají proteiny v membráně vezikuly, např. synapsin I zajišťuje ukotvení vezikuly na cytoskelet a její pohyb směrem k synapsi, synaptobrevin, synaptofyzin a synaptotagmin zajišťují spojení vezikuly s buněčnou membránou a vytvoření tzv. fúzního póru, skrz nějž se vezikula vyprázdní. Průměr synaptické vezikuly v lidském mozku měří 39,5 ±5,1 nm.